# Domenica Hodak
Domenica Hodak (* 20. August 1991 in West Sayville, New York) ist eine US-amerikanische Fußballspielerin, die in der Saison 2013 zuletzt bei Washington Spirit in der National Women’s Soccer League unter Vertrag stand.

## Karriere
Von 2010 bis 2012 spielte Hodak für die W-League-Teilnehmer Washington Freedom Futures und Long Island Rough Riders. Anfang 2013 wurde sie als sogenannter Discovery Player zur ersten Saison der neugegründeten NWSL von Washington Spirit verpflichtet. Ihr Ligadebüt gab Hodak am 14. April 2013 gegen die Boston Breakers. Anfang Juli 2013 wurde bekanntgegeben, dass Washington den Vertrag mit Hodak aufgelöst hatte. Sie kam bis dato auf elf Saisonspiele, zuletzt am 28. Juni gegen Western New York Flash.